# 内江绕城高速公路
内江绕城高速公路是中国四川省内江市的一条绕城高速公路，全长64.4公里，由西北段既有的 遂宜毕高速的17公里部分和东南段的48.2公里的内江城市过境高速组成。

## 规划

### 西北段
遂宜毕高速公路是四川省高速公路的一条纵线，其中经由内江市东兴区双才镇西南的双才立交至市中区遂宜毕高速公路与内宜高速公路交叉处的白马立交的部分组成了内江绕城高速公路的西北段，该段长17公里，设计时速80公里/小时，于2012年5月9日通车。

### 东南段
内江绕城高速（东南段）编号为SK，又称内江城市过境高速，起于白马立交，由西向东逆时针行驶，经市中区龙门镇、东兴区中山镇、椑木镇、郭北镇、高桥镇、田家镇、双才镇，止于双才立交，是《四川省高速公路网规划（2014-2030年）》考虑布设地级城市高速公路绕城环线中18个地级市高速公路绕城环线之一，该段长48.2公里，设计时速80公里/小时，于2018年12月完成第二次环境影响评价，于2021年12月31日通车。